# Musée technique d'aviation
Le musée technique d'aviation  (en ukrainien Авіаційно-технічний музей) est une institution qui est situé à Louhansk en Ukraine.

## Histoire
Créé en 1996 par le colonel Aleksey Mostovoy, il a été constitué à partir d'un ensemble d’appareils qui étaient stockés dans l'usine de réparation aéronautique qui faisait partie de l'école militaire d'aviation de Louhansk. En plus d'un ensemble d'avions, d'hélicoptères il accueille des motos et des voitures.

## Musée

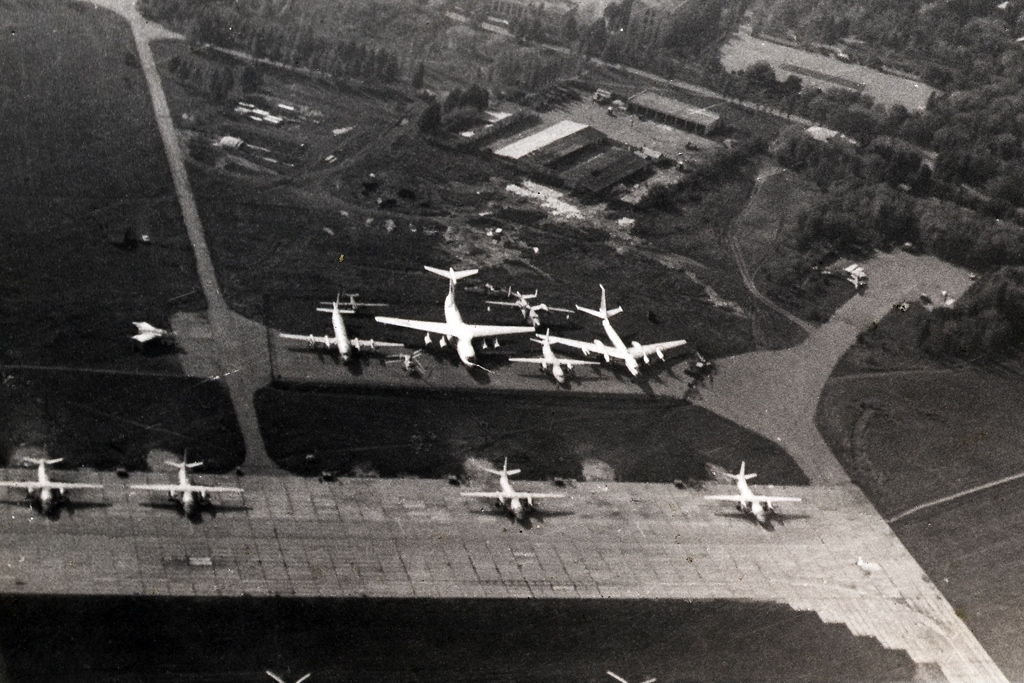
Vue générale,
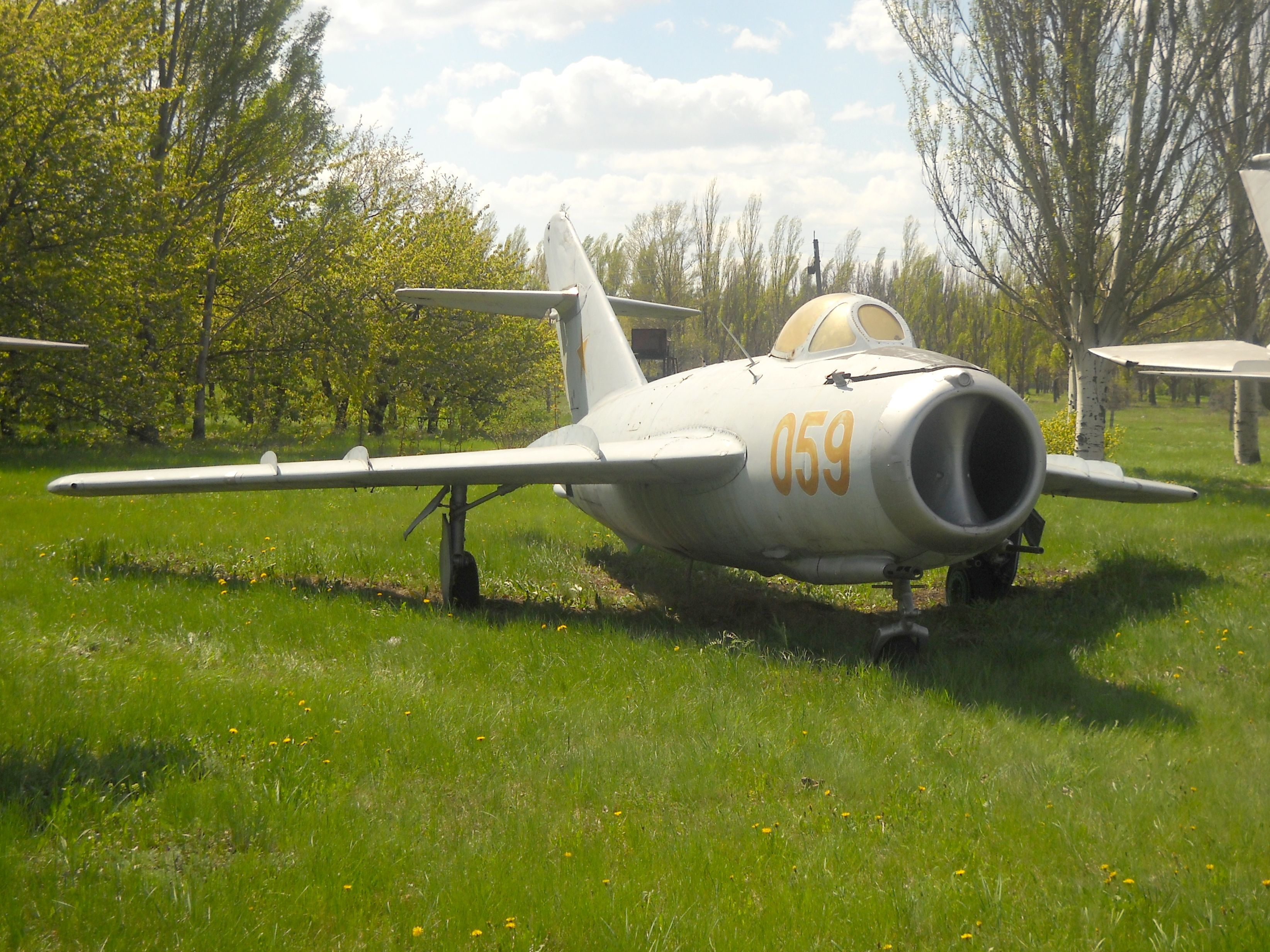
Un Mig-17,
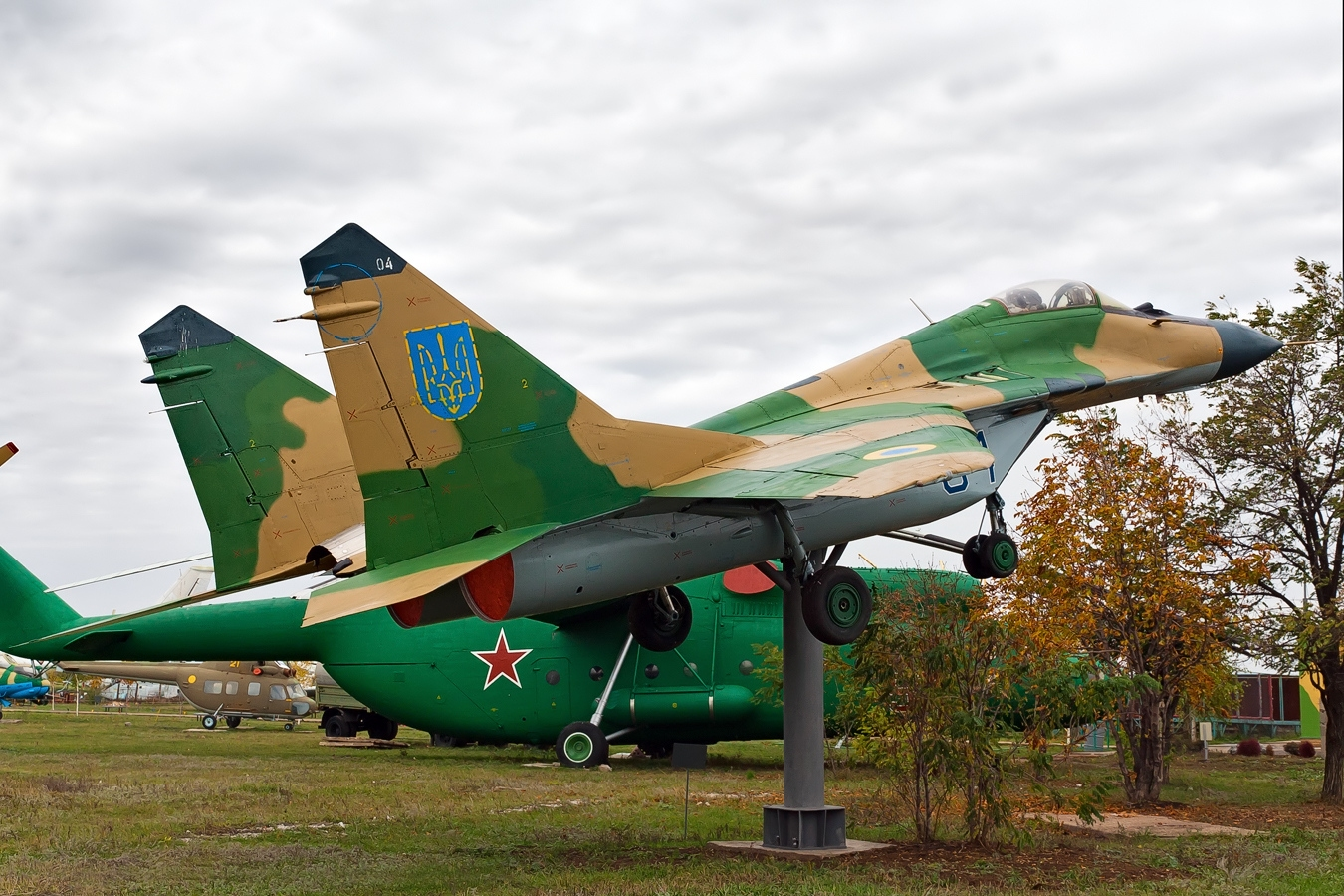
Mig-29,
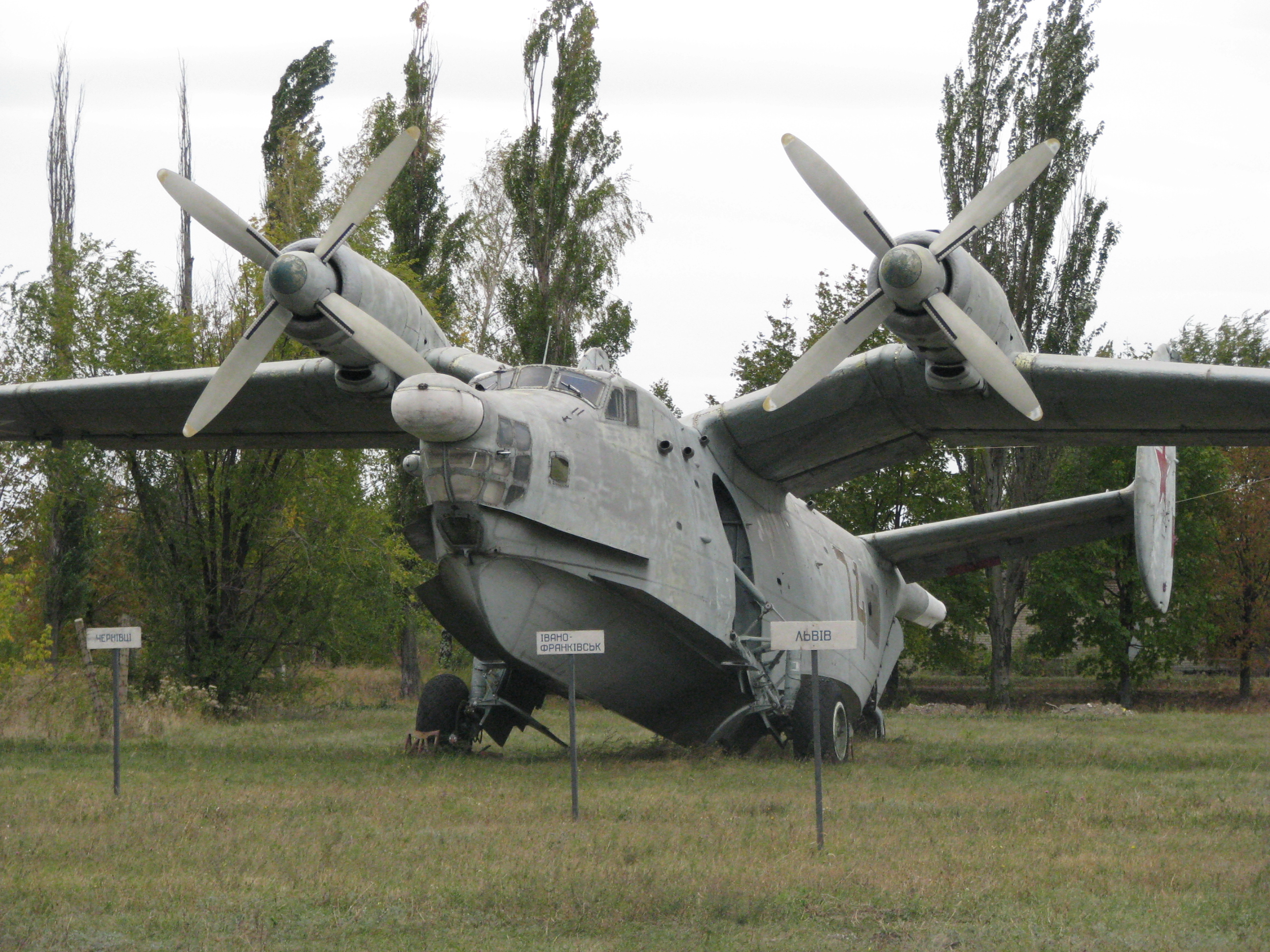
Beriev Be-12,
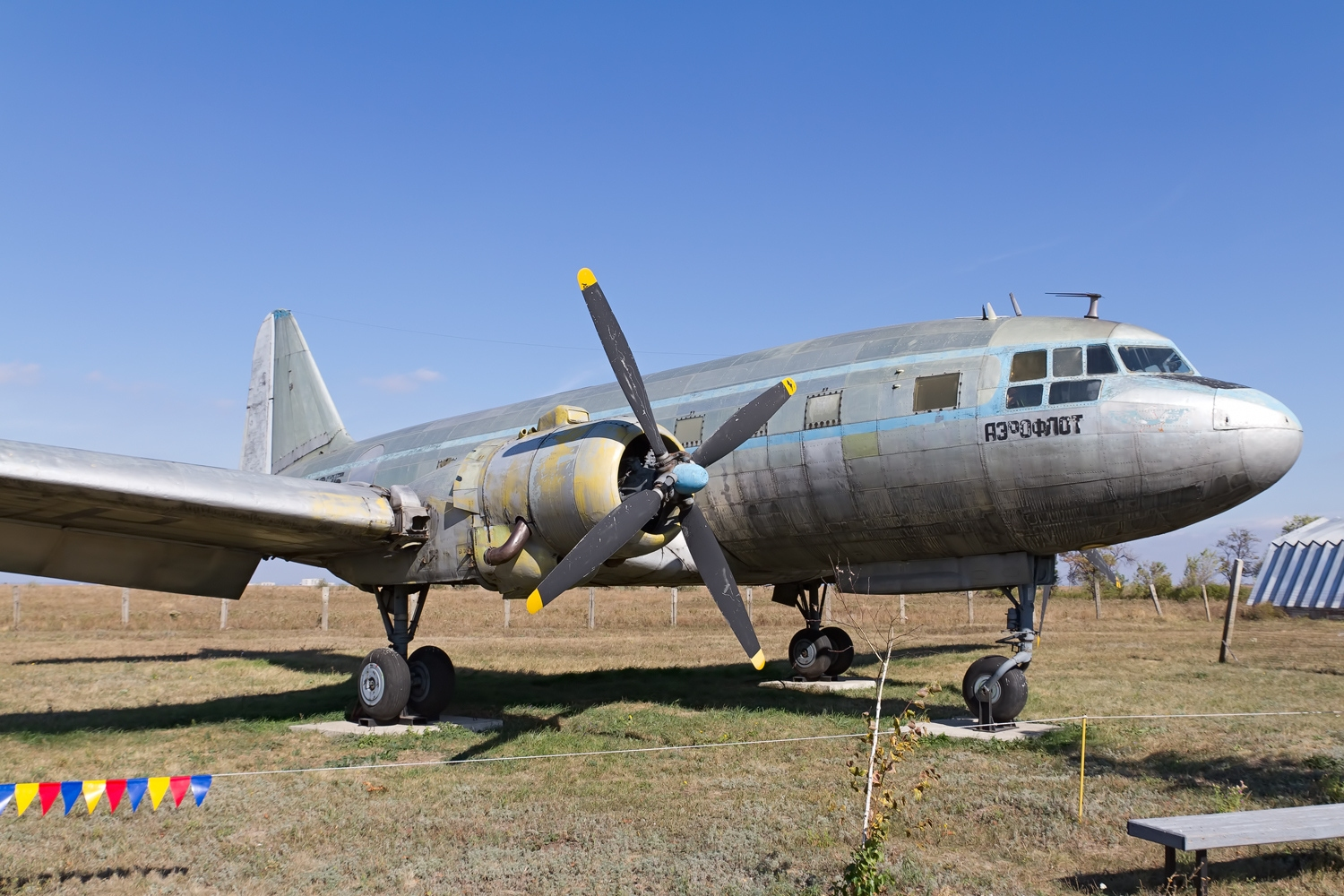
Iliouchine Il-12,
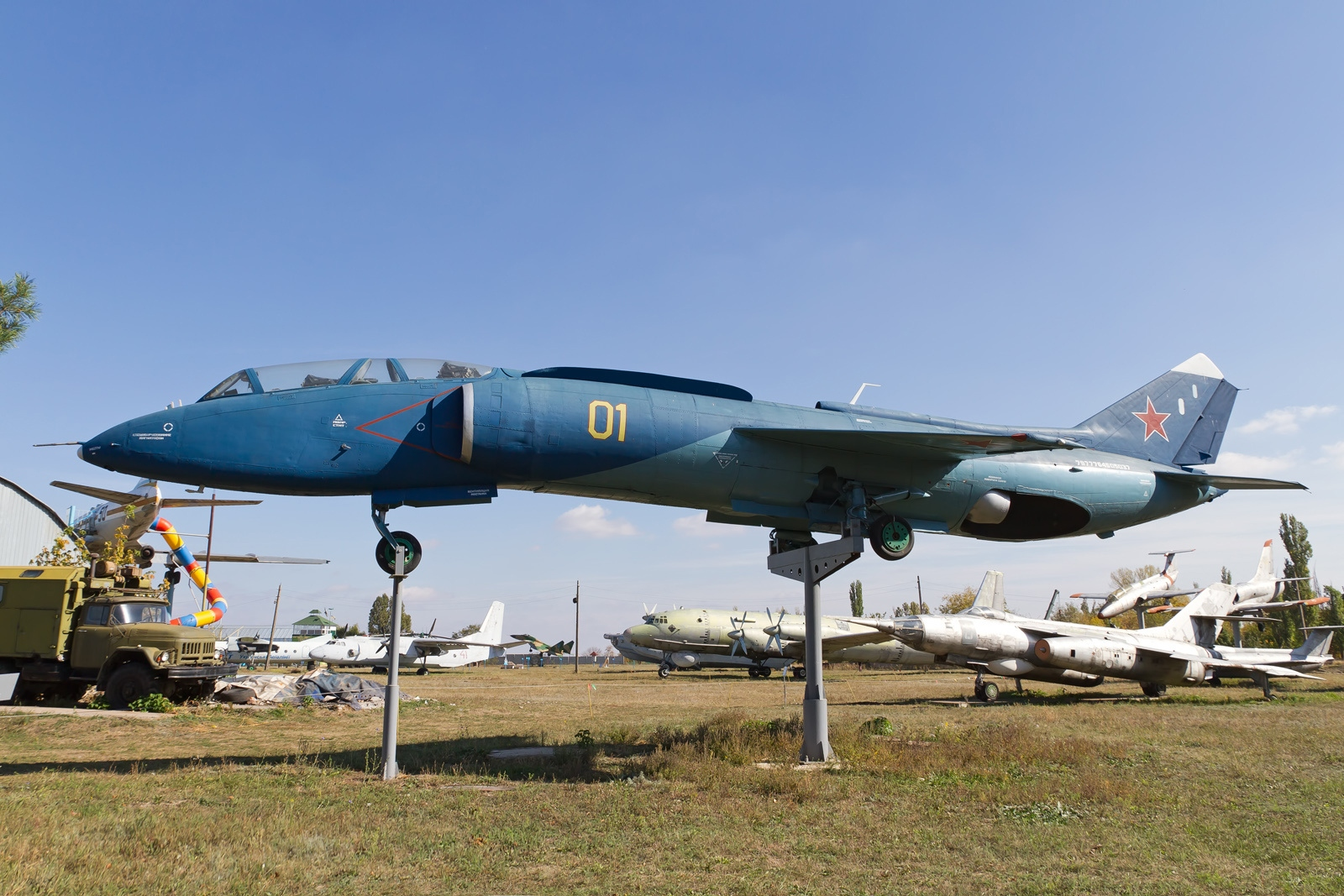
Yak-38,
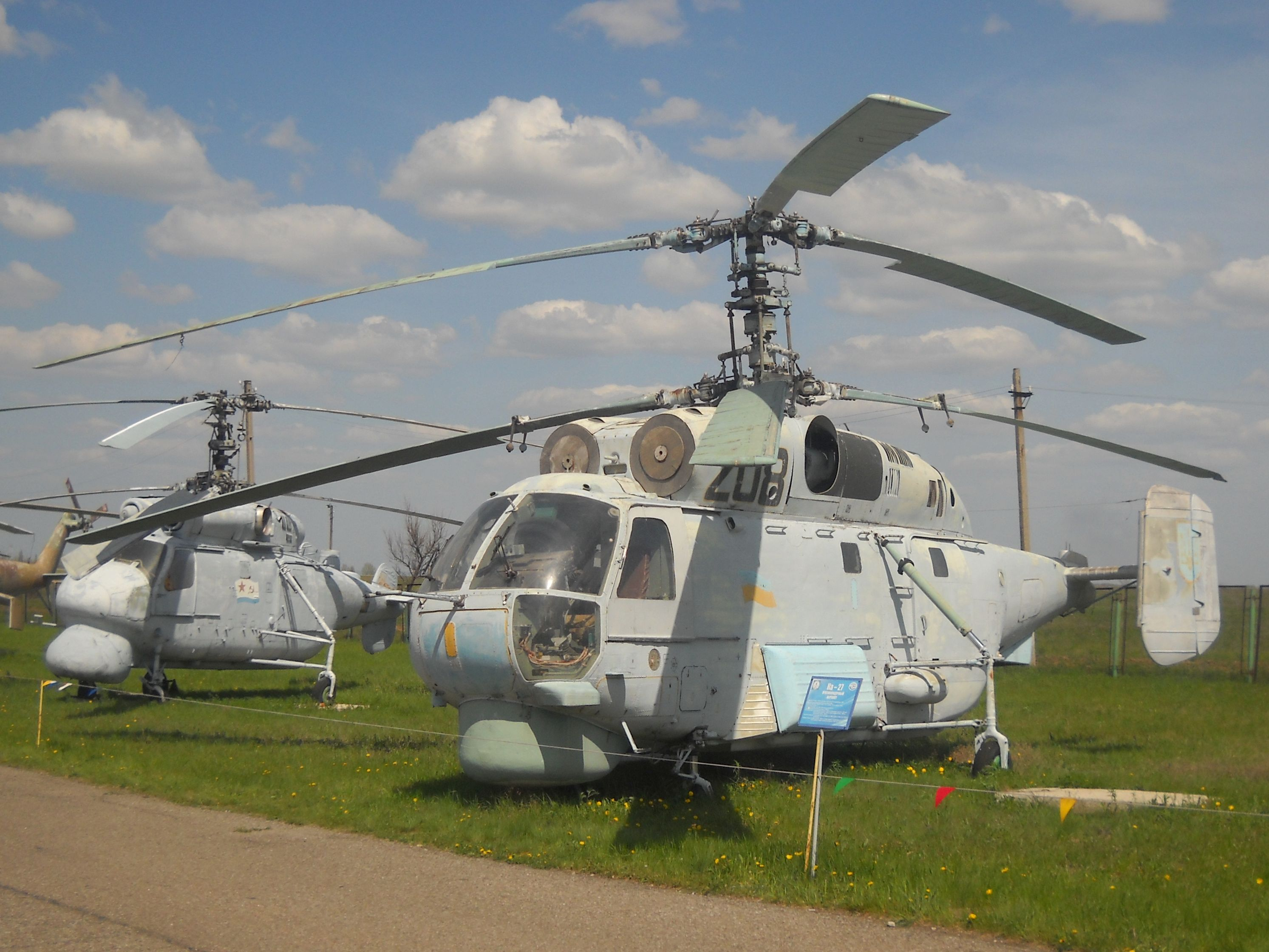
Ka-27,
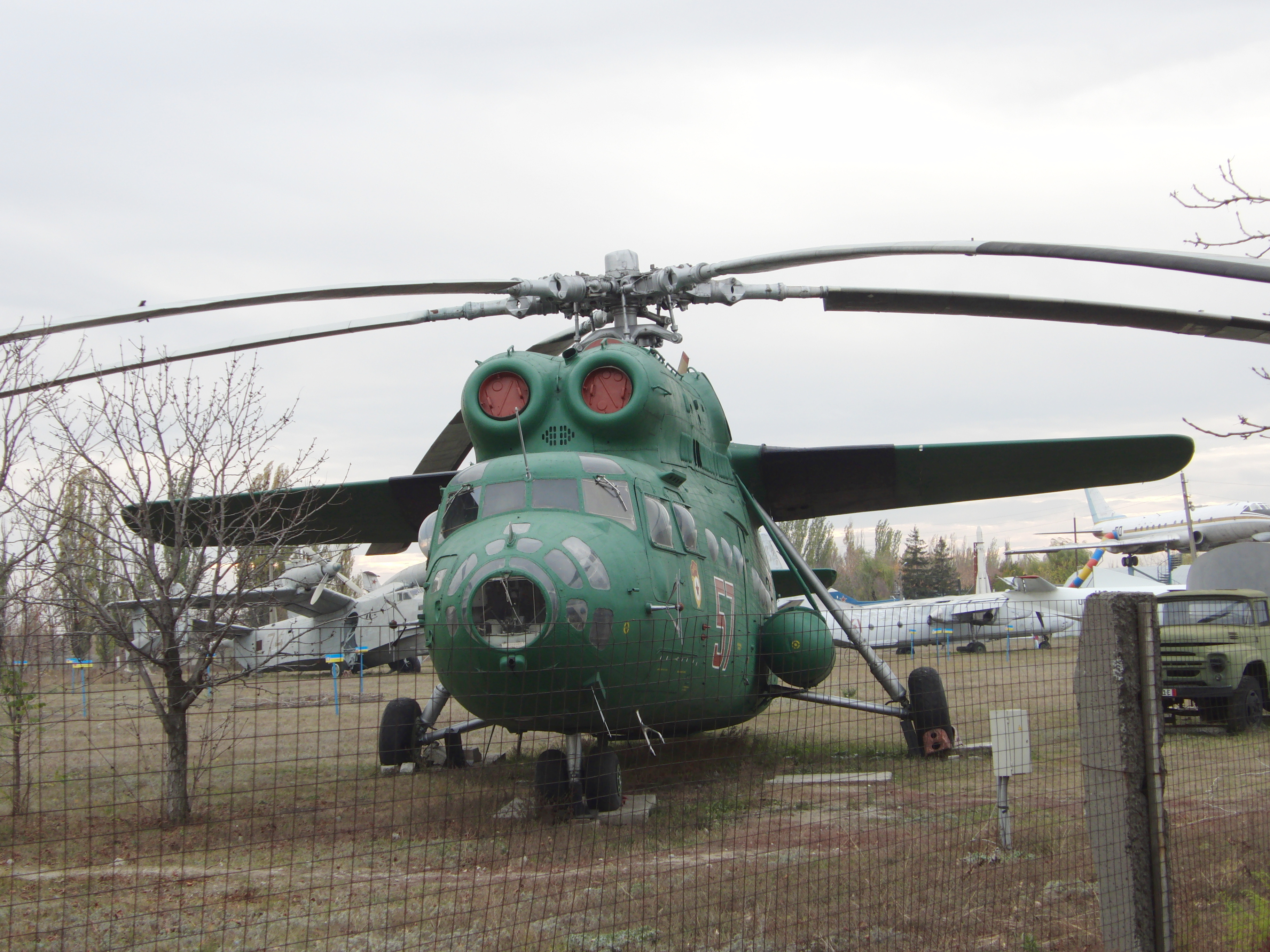
un Mi-6
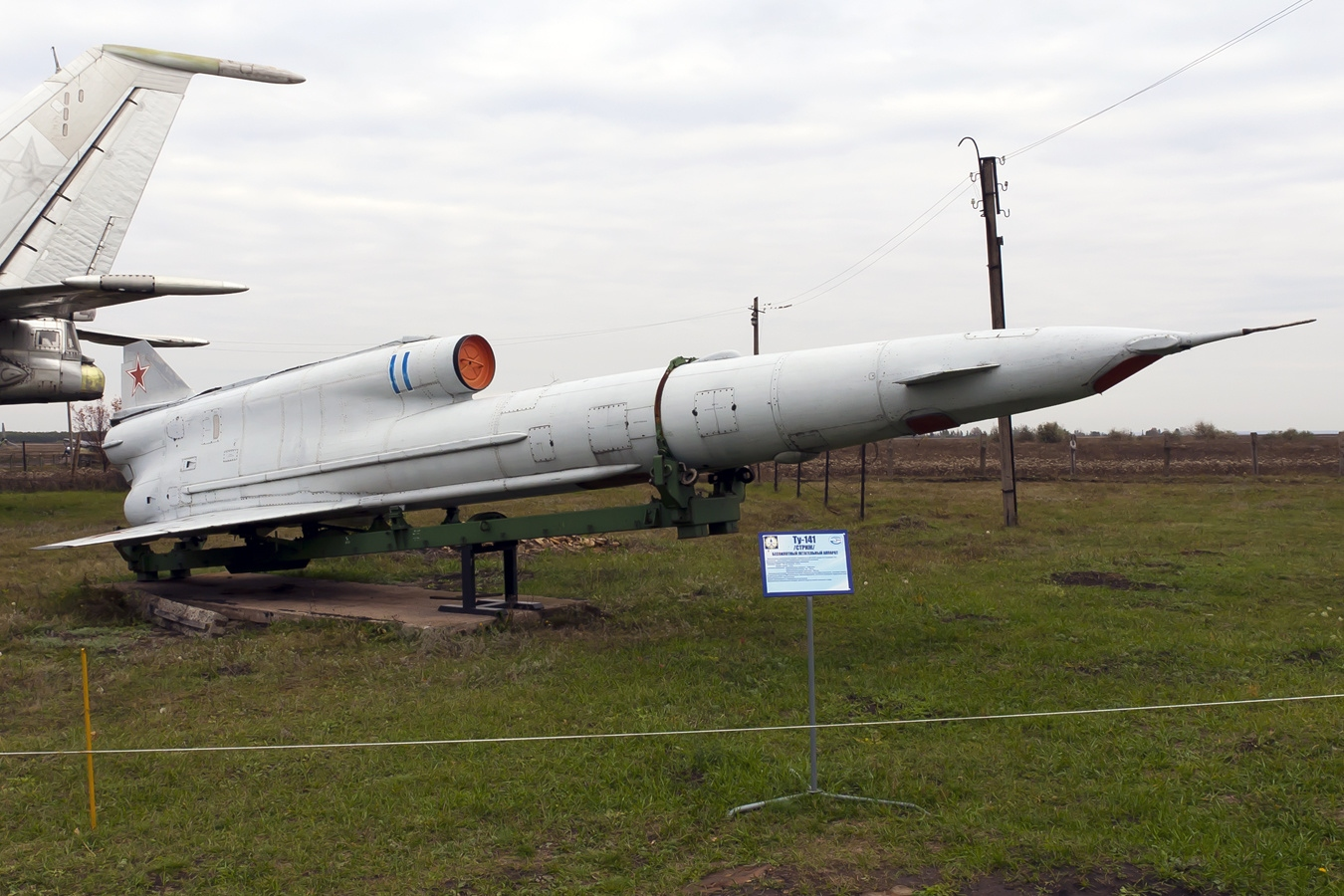
Tupolev Tu-141.

## Liens
- Liste des musées aéronautiques,
- Liste de musées en Ukraine.

- Site officiel